# Koźmin Wielkopolski (stacja kolejowa)
Koźmin Wielkopolski – stacja kolejowa w Kożminie Wielkopolskim, w województwie wielkopolskim, w Polsce.

## Ruch pasażerski
| Rok  | Wymiana pasażerska na dobę |
| ---- | -------------------------- |
| 2017 | 50-99                      |
| 2022 | 50-99                      |